# A magyar labdarúgó-válogatott 2015. november 15-i mérkőzése
A magyar labdarúgó-válogatott Európa-bajnoki selejtezőjének pótselejtezője, annak is a visszavágó összecsapása Norvégia ellen, 2015. november 15-én. Ez volt a magyar labdarúgó-válogatott 902. hivatalos mérkőzése és a két válogatott egymás elleni 19. összecsapása.
A magyarok az Eb-selejtező pótselejtezőjének első összecsapását Kleinheisler László 26. percben lőtt góljával 1–0-ra megnyerték Norvégiában.
A találkozót Magyarország válogatottja nyerte meg 2–1 arányban, ezzel összesítésben 3–1 arányban nyerte a párharcot és jutott be a franciaországi Európa-bajnokságra.

## Előzmények
A magyar labdarúgó-válogatottnak a norvég labdarúgó-válogatott elleni lesz a kilencedik mérkőzése a 2015-ös esztendőben. Az elsőre március 29-én került sor Budapesten Görögország ellen (Eb-selejtező, 0–0), a másodikra június 5-én Debrecenben a Nagyerdei stadionban Litvánia ellen (barátságos, 4–0), a harmadikra június 13-án Helsinkiben, Finnország ellen, szintén Európa-bajnoki selejtező keretében, melynek 1–0 lett a végeredménye a magyar válogatott javára. Szeptember elején volt a negyedik Románia ellen Budapesten, melynek gól nélküli döntetlen lett a végeredménye (Eb-selejtező, 0–0). Három nappal később került sor szintén Eb-selejtező keretében a sorrendben ötödik mérkőzésre Észak-Írország válogatottja ellen Belfastban, melynek 1–1 lett a végeredménye. Egy hónappal a mérkőzés előtt került sor a hatodik összecsapásra szintén Eb-selejtező keretében Feröer válogatottja ellen Budapesten, a Groupama Arénában, melyet 2–1-re a magyarok nyertek meg Böde Dániel két góljával. Ezt a találkozót megelőző mérkőzés a selejtezősorozat utolsó összecsapása is volt egyben a görög válogatott ellen, melyet 4–3-ra a hazai csapat, a görögök nyertek meg. A magyarok góljait Németh Krisztián duplázása mellett szerzett Lovrencsics Gergő szerezte. A találkozót megelőző összecsapás 3 nappal a mérkőzést megelőző Eb-selejtező pótselejtezőjének első összecsapása volt Norvégiában, melyet Kleinheisler László 26. percben lőtt góljával 1–0-ra megnyertek a magyarok.
A két ország válogatottja utoljára három nappal korábban találkozott, 2015. november 12-én, az Eb-selejtező pótselejtezőjének első összecsapásán, Oslóban. A Ullevaal Stadionban teltház, 27 182 néző előtt lezajlott találkozónak 0–1 lett a végeredménye a magyar válogatott javára, Kleinheisler László 26. percben lőtt góljával.
Eddig tizennyolcszor találkozott a két válogatott egymással. Az első mérkőzésre 1912. június 23-án Budapesten került sor, melyet a magyar válogatott 6–0-ra megnyert. A mai találkozó előtt összesítésben 8 magyar siker, 5 döntetlen és 5 norvég győzelem született.

A norvég válogatott a 2016-os európai selejtezősorozat H csoportjában szerepelt, ahol a 3. helyet szerezte meg a csoportgyőztes Olaszország mögött 5 ponttal, míg a 2. helyen zárt Horvátországtól 1 ponttal maradt le. 

## Helyszín
A találkozót Budapesten rendezték meg, a Groupama Arénában, melyben ez a találkozó volt a 7. válogatott összecsapás.

## Keretek
megjegyzés: A táblázatokban szereplő adatok a mérkőzés előtti állapotnak megfelelőek.
| Magyarország                      | Magyarország        | Magyarország                     | Magyarország | Magyarország | Magyarország         | Magyarország                         |
| Poszt                             | Név                 | Születési idő és életkor         | Vál.         | Gól          | Klub                 | Utolsó válogatottság                 |
| --------------------------------- | ------------------- | -------------------------------- | ------------ | ------------ | -------------------- | ------------------------------------ |
| K                                 | Bogdán Ádám         | 1987. szeptember 27. (28 évesen) | 19           | 0            | Liverpool            | 2014. 03. 05-én Finnország ellen     |
| K                                 | Megyeri Balázs      | 1990. március 31. (25 évesen)    | 0            | 0            | Getafe               | —                                    |
| K                                 | Király Gábor        | 1976. április 1. (39 évesen)     | 100          | 0            | Szombathelyi Haladás | 2015. 11. 12-én Norvégia ellen       |
| V                                 | Predrag Bošnjak     | 1985. november 13. (30 évesen)   | 1            | 0            | Szombathelyi Haladás | 2014. 06. 04-én Albánia ellen        |
| V                                 | Fiola Attila        | 1990. február 17. (25 évesen)    | 11           | 0            | Puskás Akadémia      | 2015. 11. 12-én Norvégia ellen       |
| V                                 | Guzmics Richárd     | 1987. április 16. (28 évesen)    | 11           | 1            | Wisła Kraków         | 2015. 11. 12-én Norvégia ellen       |
| V                                 | Juhász Roland       | 1983. július 1. (32 évesen)      | 90           | 6            | Videoton FC          | 2015. 10. 11-én Görögország ellen    |
| V                                 | Kádár Tamás         | 1990. március 14. (25 évesen)    | 27           | 0            | Lech Poznań          | 2015. 11. 12-én Norvégia ellen       |
| V                                 | Lang Ádám           | 1993. január 17. (22 évesen)     | 5            | 0            | Videoton             | 2015. 11. 12-én Norvégia ellen       |
| V                                 | Leandro             | 1982. március 19. (33 évesen)    | 16           | 0            | Ferencváros          | 2015. 10. 11-én Görögország ellen    |
| V                                 | Vanczák Vilmos      | 1983. június 20. (32 évesen)     | 79           | 4            | FC Sion              | 2015. 09. 07-én Észak-Írország ellen |
| KP                                | Elek Ákos           | 1988. július 21. (27 évesen)     | 36           | 1            | Csangcsun Jataj      | 2015. 11. 12-én Norvégia ellen       |
| KP                                | Gera Zoltán         | 1979. április 22. (36 évesen)    | 88           | 24           | Ferencváros          | 2015. 11. 12-én Norvégia ellen       |
| KP                                | Kleinheisler László | 1994. április 8. (21 évesen)     | 1            | 1            | Videoton             | 2015. 11. 12-én Norvégia ellen       |
| KP                                | Kovács István       | 1992. március 27. (23 évesen)    | 5            | 0            | Videoton             | 2014. 11. 18-án Oroszország ellen    |
| KP                                | Nagy Ádám           | 1995. június 12. (20 évesen)     | 4            | 0            | Ferencváros          | 2015. 11. 12-én Norvégia ellen       |
| KP                                | Pintér Ádám         | 1988. június 12. (27 évesen)     | 18           | 0            | Ferencváros          | 2015. 03. 29-én Görögország ellen    |
| CS                                | Böde Dániel         | 1986. október 24. (29 évesen)    | 9            | 4            | Ferencváros          | 2015. 10. 11-én Görögország ellen    |
| CS                                | Dzsudzsák Balázs    | 1986. december 23. (28 évesen)   | 74           | 16           | Bursaspor            | 2015. 11. 12-én Norvégia ellen       |
| CS                                | Lovrencsics Gergő   | 1988. szeptember 1. (27 évesen)  | 10           | 1            | Lech Poznań          | 2015. 11. 12-én Norvégia ellen       |
| CS                                | Németh Krisztián    | 1989. január 5. (26 évesen)      | 22           | 3            | Sporting Kansas City | 2015. 11. 12-én Norvégia ellen       |
| CS                                | Nikolics Nemanja    | 1987. december 31. (27 évesen)   | 16           | 3            | Legia Warszawa       | 2015. 10. 11-én Görögország ellen    |
| CS                                | Pekár László        | 1993. január 20. (22 évesen)     | 0            | 0            | Puskás Akadémia      | —                                    |
| CS                                | Priskin Tamás       | 1986. szeptember 27. (29 évesen) | 51           | 16           | Slovan Bratislava    | 2015. 11. 12-én Norvégia ellen       |
| CS                                | Stieber Zoltán      | 1988. október 16. (27 évesen)    | 9            | 2            | Hamburger SV         | 2015. 06. 13-án Finnország ellen     |
| CS                                | Szalai Ádám         | 1987. december 9. (27 évesen)    | 29           | 8            | 1899 Hoffenheim      | 2015. 11. 12-én Norvégia ellen       |
| Szövetségi kapitány: Bernd Storck |                     |                                  |              |              |                      |                                      |

| Norvégia                               | Norvégia             | Norvégia                         | Norvégia | Norvégia | Norvégia                 | Norvégia                                       |
| Poszt                                  | Név                  | Születési idő és életkor         | Vál.     | Gól      | Klub                     | Utolsó válogatottság                           |
| -------------------------------------- | -------------------- | -------------------------------- | -------- | -------- | ------------------------ | ---------------------------------------------- |
| K                                      | Rune Jarstein        | 1984. szeptember 29. (31 évesen) | 38       | 0        | Hertha BSC               | 2014. 08. 27-én Egyesült Arab Emirátusok ellen |
| K                                      | André Hansen         | 1989. december 17. (25 évesen)   | 2        | 0        | Rosenborg BK             | 2013. 06. 11-én Macedónia ellen                |
| K                                      | Ørjan Nyland         | 1990. október 9. (25 évesen)     | 18       | 0        | FC Ingolstadt 04         | 2015. 11. 12-én Magyarország ellen             |
| V                                      | Haitam Aleesami      | 1991. július 31. (24 évesen)     | 2        | 0        | IFK Göteborg             | 2015. 10. 13-án Olaszország ellen              |
| V                                      | Vegard Forren        | 1988. február 16. (27 évesen)    | 28       | 1        | Molde FK                 | 2015. 11. 12-én Magyarország ellen             |
| V                                      | Even Hovland         | 1989. február 14. (26 évesen)    | 11       | 0        | 1. FC Nürnberg           | 2015. 11. 12-én Magyarország ellen             |
| V                                      | Tom Högli            | 1984. február 24. (31 évesen)    | 47       | 2        | FC København             | 2015. 11. 12-én Magyarország ellen             |
| V                                      | Martin Linnes        | 1991. szeptember 20. (24 évesen) | 10       | 0        | Molde FK                 | 2015. 08. 06-án Svédország ellen               |
| V                                      | Stefan Strandberg    | 1990. július 25. (25 évesen)     | 4        | 0        | FK Krasznodar            | 2015. 09. 03-án Bulgária ellen                 |
| KP                                     | Valon Berisha        | 1993. február 7. (22 évesen)     | 15       | 0        | FC Red Bull Salzburg     | 2015. 10. 13-án Olaszország ellen              |
| KP                                     | Omar Elabdellaoui    | 1991. december 5. (23 évesen)    | 20       | 0        | Olimbiakósz              | 2015. 11. 12-én Magyarország ellen             |
| KP                                     | Pål André Helland    | 1990. január 4. (25 évesen)      | 3        | 0        | Rosenborg BK             | 2015. 11. 12-én Magyarország ellen             |
| KP                                     | Markus Henriksen     | 1992. július 25. (23 évesen)     | 23       | 1        | AZ Alkmaar               | 2015. 11. 12-én Magyarország ellen             |
| KP                                     | Stefan Johansen      | 1991. január 8. (24 évesen)      | 23       | 1        | Celtic Glasgow           | 2015. 11. 12-én Magyarország ellen             |
| KP                                     | Håvard Nordtveit     | 1990. június 21. (25 évesen)     | 24       | 2        | Borussia Mönchengladbach | 2015. 09. 06-án Horvátország ellen             |
| KP                                     | Ole Selnæs           | 1994. július 7. (21 évesen)      | 4        | 0        | Rosenborg BK             |                                                |
| KP                                     | Per Ciljan Skjelbred | 1987. június 16. (28 évesen)     | 37       | 1        | Hertha BSC               | 2015. 11. 12-én Magyarország ellen             |
| KP                                     | Alexander Tettey     | 1986. április 4. (29 évesen)     | 29       | 3        | Norwich City FC          | 2015. 11. 12-én Magyarország ellen             |
| KP                                     | Martin Ødegaard      | 1998. december 17. (16 évesen)   | 7        | 0        | Real Madrid CF           | 2015. 10. 10-én Málta ellen                    |
| CS                                     | Jo Inge Berget       | 1990. szeptember 11. (25 évesen) | 9        | 1        | Malmö FF                 | 2015. 11. 12-én Magyarország ellen             |
| CS                                     | Veton Berisha        | 1994. április 13. (21 évesen)    | 0        | 0        | SpVgg Greuther Fürth     | —                                              |
| CS                                     | Alexander Søderlund  | 1987. augusztus 3. (28 évesen)   | 24       | 1        | Rosenborg BK             | 2015. 11. 12-én Magyarország ellen             |
| CS                                     | Mohamed Elyounoussi  | 1994. augusztus 4. (21 évesen)   | 4        | 0        | Molde FK                 | 2015. 11. 12-én Magyarország ellen             |
| CS                                     | Marcus Pedersen      | 1990. június 8. (25 évesen)      | 8        | 1        | Strømsgodset IF          | 2015. 11. 12-én Magyarország ellen             |
| Szövetségi kapitány: Per-Mathias Høgmo |                      |                                  |          |          |                          |                                                |

## A mérkőzés
| 2015. november 15. 20.45 (CEST) |

| Magyarország                                | 2 – 1               | Norvégia                              |
| ------------------------------------------- | ------------------- | ------------------------------------- |
| Priskin 14' Henriksen 83' Nagy 72' Böde 81' | (1 – 0) Jegyzőkönyv | 87' Henriksen 11' Johansen 65' Forren |

| Groupama Aréna, Budapest Nézőszám: 22 186 Játékvezető: Carlos Velasco Carballo (spanyol) Asszisztensek: Roberto Alonso és Juan Yuste |

A párharcot kettős győzelemmel, 3–1-es összesítéssel Magyarország nyerte meg.
A találkozó egyperces gyászszünettel kezdődött, a helyszínen lévők az oslói mérkőzés napján, csütörtökön elhunyt Fülöp Mártonra, és Várhidi Pálra, valamint a pénteki, párizsi terrortámadások áldozataira emlékeztek.
A magyar válogatott a kezdés után rögtön átadta a kezdeményezést a norvég csapatnak, amely ugyan sokkal többet birtokolta a labdát, de a jól helyezkedő hazai védelem mellett esélye sem volt helyzetet kialakítani. Bernd Storck Priskin személyében egyetlen támadót jelölt a kezdőcsapatba, ez pedig – akárcsak Kleinheisler oslói szerepeltetése – óriási húzásnak bizonyult, hiszen a csatár egy hosszan előre ívelt labdát egyedül tartott meg, majd egy csel után óriási gólt lőtt. A Slovan Bratislava játékosa tétmérkőzésen legutóbb több mint egy éve, a selejtezősorozat északírek elleni nyitómérkőzésén volt eredményes.
A 27. percben Aleesami került hatalmas helyzetbe, de közeli lövésnél a 101. válogatottságával a magyar rekordot beállító Király jól zárta a szöget. Szűk tíz perccel a vége előtt növelhette volna előnyét a magyar csapat, de Kleinheisler tökéletes beadását Lovrencsics a kapu mellé fejelte. A félidő utolsó percében – akárcsak Oslóban a végjátékban – a kapufa mentette meg a magyar csapatot, Hovland fejese csattant a bal oldali lécen.
A fordulást követően úgy tűnt, a három napon belüli három félidő rengeteget kivett a magyar csapatból, sorozatban érkeztek a veszélyes norvég beadások Király kapuja elé. Nem sokra futotta a magyarok erejéből, de Dzsudzsák az 58. percben egy hatalmas sprintet kivágott, Priskin góljához hasonlóan betört, de az ő lövése – amely megpattant egy védőn – a keresztlécen csattant.
A magyarok energiatartalékai látványosan megcsappantak, de mind a középpályán, mind a védelemben hősiesen kisegítették egymást. Az ellentámadásokat általában már csak egy-egy ember vezette, egy ilyen végén a 72. percben Dzsudzsák kis híján betalált. Negyed órával a vége előtt egy szerencsés, megpattanó lövésből hatalmas helyzetbe került Pedersen, de újra Király akadályozta meg a vendégeket a gólszerzésben.
Az utolsó 15 percben a norvégok már mintha kissé hitehagyottá váltak volna, a mérkőzés és a párharc pedig a 83. percben Henriksen szöglet utáni öngóljával végleg eldőlt. Nem sokkal később éppen Henriksen még szépített, de ez már nem befolyásolta a továbbjutást.

### Az összeállítások
| Csapatszínek | Csapatszínek | Csapatszínek |
| Csapatszínek |              |              |
| Csapatszínek |              |              |
|              |              |              |
| Magyarország |              |              |

| Csapatszínek | Csapatszínek | Csapatszínek |
| Csapatszínek |              |              |
| Csapatszínek |              |              |
|              |              |              |
| Norvégia     |              |              |

Használt rövidítések (magyar rövidítés – angol rövidítés – poszt):
| - KA – GK – kapus - V – DF – hátvéd - S – SW – söprögető - JV – RB – jobb oldali védő - KV – CB – középső védő - BV – LB – bal oldali védő - JSZV – RWB – jobb szélső védő - BSZV – LWB – bal szélső védő | - KP – MF – középpályás - VKP – DM – védekező középpályás - BKP – LM – bal oldali középpályás - KKP – CM – középső középpályás - JKP – RM – jobb oldali középpályás | - JSZ – RW – jobb szélső - BSZ – LW – bal szélső - TKP – AM – támadó középpályás | - CS – ST, FW – csatár - JCS – RF – jobb oldali csatár - KCS – CF – középső csatár - BCS – LF – bal oldali csatár |

| MAGYARORSZÁG: |    |                     |             |
|               |    |                     |             |
| KA            | 1  | Király Gábor        |             |
| JV            | 5  | Fiola Attila        |             |
| KV            | 20 | Guzmics Richárd     |             |
| KV            | 2  | Lang Ádám           |             |
| BV            | 4  | Kádár Tamás         |             |
| VKP           | 8  | Nagy Ádám           | 72'         |
| VKP           | 6  | Elek Ákos           | a szünetben |
| JKP           | 7  | Dzsudzsák Balázs    |             |
| KKP           | 15 | Kleinheisler László | 75'         |
| BKP           | 14 | Lovrencsics Gergő   |             |
| CS            | 19 | Priskin Tamás       | 14' 62'     |
| Cserék:       |    |                     |             |
| KA            | 12 | Bogdán Ádám         |             |
| KA            | 22 | Megyeri Balázs      |             |
| V             | 3  | Vanczák Vilmos      |             |
| CS            | 9  | Szalai Ádám         |             |
| V             | 10 | Predrag Bošnjak     |             |
| CS            | 11 | Németh Krisztián    | 75'         |
| CS            | 13 | Böde Dániel         | 62' 81'     |
| KP            | 16 | Pintér Ádám         | a szünetben |
| CS            | 17 | Nikolics Nemanja    |             |
| CS            | 18 | Stieber Zoltán      |             |
| V             | 21 | Leandro             |             |
| V             | 23 | Juhász Roland       |             |
| Vezetőedző:   |    |                     |             |
| Bernd Storck  |    |                     |             |

| NORVÉGIA:         |    |                      |             |
|                   |    |                      |             |
| KA                | 12 | Ørjan Nyland         |             |
| JV                | 14 | Omar Elabdellaoui    |             |
| KV                | 3  | Even Hovland         |             |
| KV                | 21 | Vegard Forren        | 65'         |
| BV                | 16 | Haitam Aleesami      |             |
| JKP               | 15 | Per Ciljan Skjelbred | 80'         |
| KKP               | 5  | Alexander Tettey     |             |
| KKP               | 8  | Stefan Johansen      | 11'         |
| BKP               | 13 | Mohamed Elyounoussi  | a szünetben |
| JCS               | 11 | Martin Ødegaard      | a szünetben |
| BCS               | 10 | Markus Henriksen     | 83' 87'     |
| Cserék:           |    |                      |             |
| KA                | 1  | Rune Jarstein        |             |
| KA                | 23 | André Hansen         |             |
| V                 | 2  | Tom Högli            |             |
| V                 | 4  | Stefan Strandberg    |             |
| KP                | 6  | Håvard Nordtveit     |             |
| CS                | 7  | Marcus Pedersen      | a szünetben |
| CS                | 9  | Alexander Søderlund  |             |
| V                 | 17 | Martin Linnes        |             |
| KP                | 18 | Valon Berisha        |             |
| KP                | 19 | Jo Inge Berget       | 80'         |
| KP                | 20 | Ole Selnæs           |             |
| CS                | 23 | Pål André Helland    | a szünetben |
| Vezetőedző:       |    |                      |             |
| Per-Mathias Høgmo |    |                      |             |

Asszisztensek:

 Roberto Alonso (spanyol) (partvonal)

 Juan Yuste (spanyol) (partvonal)

 Jesús Gil Manzano (spanyol) (alapvonal)

 Carlos Del Cerro (spanyol) (alapvonal)

Negyedik játékvezető:

 Roberto del Palomar (spanyol)

## Statisztika
| Összesen              | Magyarország | Norvégia  |
| --------------------- | ------------ | --------- |
| Labdabirtoklás        | 39%          | 61%       |
| Lövés                 | 11           | 13        |
| Kapura lövés          | 5            | 4         |
| Gól                   | 2            | 1         |
| Szöglet               | 4            | 9         |
| Les                   | 2            | 0         |
| Passzok száma         | 225          | 513       |
| Sikeres passzok száma | 186 (83%)    | 441 (86%) |
| Szabálytalanság       | 11           | 10        |
| Sárga lap             | 2            | 2         |
| Piros lap             | 0            | 0         |

### Ki hányszor szerepelt a teljes selejtező-sorozat alatt
| poszt | név                 | mérkőzés | gól |
| ----- | ------------------- | -------- | --- |
| KA    | Király Gábor        | 10       | 0   |
| KA    | Dibusz Dénes        | 1        | 0   |
| KA    | Gulácsi Péter       | 1        | 0   |
| V     | Fiola Attila        | 10       | 0   |
| V     | Forró Gyula         | 1        | 0   |
| V     | Guzmics Richárd     | 5        | 1   |
| V     | Juhász Roland       | 9        | 0   |
| V     | Kádár Tamás         | 11       | 0   |
| V     | Korcsmár Zsolt      | 1        | 0   |
| V     | Korhut Mihály       | 1        | 0   |
| V     | Lang Ádám           | 4        | 0   |
| V     | Leandro             | 4        | 0   |
| V     | Lipták Zoltán       | 1        | 0   |
| V     | Pintér Ádám         | 2        | 0   |
| V     | Vanczák Vilmos      | 2        | 0   |
| KP    | Balogh Balázs       | 1        | 0   |
| KP    | Bódi Ádám           | 1        | 0   |
| KP    | Dzsudzsák Balázs    | 12       | 1   |
| KP    | Elek Ákos           | 8        | 0   |
| KP    | Gera Zoltán         | 9        | 1   |
| KP    | Gyurcsó Ádám        | 1        | 0   |
| KP    | Kalmár Zsolt        | 3        | 0   |
| KP    | Kleinheisler László | 2        | 1   |
| KP    | Kovács István       | 1        | 0   |
| KP    | Nagy Ádám           | 5        | 0   |
| KP    | Simon Ádám          | 1        | 0   |
| KP    | Simon Krisztián     | 3        | 0   |
| KP    | Stieber Zoltán      | 4        | 1   |
| KP    | Tőzsér Dániel       | 8        | 0   |
| KP    | Varga József        | 3        | 0   |
| CS    | Böde Dániel         | 3        | 2   |
| CS    | Lovrencsics Gergő   | 6        | 1   |
| CS    | Németh Krisztián    | 7        | 2   |
| CS    | Nikolics Nemanja    | 9        | 0   |
| CS    | Priskin Tamás       | 8        | 2   |
| CS    | Rudolf Gergely      | 1        | 0   |
| CS    | Szalai Ádám         | 8        | 1   |

| név           | mérkőzés | mérleg            |
| ------------- | -------- | ----------------- |
| Pintér Attila | 1        | 0 gy., 0 d., 1 v. |
| Dárdai Pál    | 5        | 3 gy., 2 d., 0 v. |
| Bernd Storck  | 6        | 3 gy., 2 d., 1 v. |

Forrás

## Örökmérleg a mérkőzés után
| Magyarország |           | Norvégia |
| ------------ | --------- | -------- |
| 9            | Győzelem  | 5        |
| 5            | Döntetlen | 5        |
| 35           | Gólok     | 20       |
| 23/38        | Pontok    | 15/38    |
| 60,53%       | %         | 39,47%   |

A táblázatban a győzelemért 2 pontot számoltunk el.

### Összes mérkőzés
Győzelem
      Döntetlen
      Vereség
| No.        | Dátum         | Helyszín                         | Nézőszám | Mérkőzés                   | Eredmény                        | Gólszerző(k)                                                         |
| ---------- | ------------- | -------------------------------- | -------- | -------------------------- | ------------------------------- | -------------------------------------------------------------------- |
| 1. (38.)   | 1912. 06. 23. | Oslo, Gamle Frogner stadion      | 4 000    | barátságos                 | Norvégia–Magyarország 0–6 (0–2) | Schlosser 10' 89', Tóth 31', Bodnár 49' 71' 73'                      |
| 2. (319.)  | 1955. 05. 08. | Oslo, Ullevaal Stadion           | 27 548   | barátságos                 | Norvégia–Magyarország 0–5 (0–2) | Kocsis 6', Palotás P. 33' 55', Puskás 49', Tichy 74'                 |
| 3. (341.)  | 1957. 06. 12. | Oslo, Ullevaal Stadion           | 25 724   | vb-selejtező               | Norvégia–Magyarország 2–1 (1–1) | Harald 10', Kjell 10' és Tichy 44'                                   |
| 4. (347.)  | 1957. 11. 10. | Budapest, Népstadion             | 91 000   | vb-selejtező               | Magyarország–Norvégia 5–0 (2–0) | Sándor K. 12', Csordás 20' 71', Machos 69', Edgar 76'                |
| 5. (453.)  | 1970. 10. 07. | Oslo, Ullevaal Stadion           | 16 090   | Eb-selejtező               | Norvégia–Magyarország 1–3 (0–2) | Iversen 50' és Bene 6', Nagy 23', Karlsen 69'                        |
| 6. (462.)  | 1971. 10. 27. | Budapest, Népstadion             | 29 253   | Eb-selejtező               | Magyarország–Norvégia 4–0 (3–0) | Bene 22' 43', Dunai II. 24', Szűcs 63'                               |
| 7. (556.)  | 1981. 05. 20. | Oslo, Ullevaal Stadion           | 23 000   | vb-selejtező               | Norvégia–Magyarország 1–2 (0–0) | Thoresen 57' és Kiss L. 77' 79'                                      |
| 8. (560.)  | 1981. 10. 31. | Budapest, Népstadion             | 68 000   | vb-selejtező               | Magyarország–Norvégia 4–1 (1–1) | Bálint 12', Kiss L. 60' 85', Fazekas 79', Lund 35'                   |
| 9. (584.)  | 1984. 05. 23. | Székesfehérvár, Sóstói Stadion   | 5 000    | barátságos                 | Magyarország–Norvégia 0–0       |                                                                      |
| 10. (607.) | 1986. 09. 09. | Oslo, Ullevaal Stadion           | 2 917    | barátságos                 | Norvégia–Magyarország 0–0       |                                                                      |
| 11. (646.) | 1990. 10. 10. | Bergen, Népstadion               | 29 253   | Eb-selejtező               | Norvégia–Magyarország 0–0       |                                                                      |
| 12. (658.) | 1991. 10. 30. | Szombathely, Rohonci úti stadion | 8 000    | Eb-selejtező               | Magyarország–Norvégia 0–0       |                                                                      |
| 13. (707.) | 1996. 10. 09. | Oslo, Ullevaal Stadion           | 22 480   | vb-selejtező               | Norvégia–Magyarország 3–0 (0–0) | Kjetil 83' 89' 90' (11-esből)                                        |
| 14. (712.) | 1997. 06. 08. | Budapest, Népstadion             | 20 000   | vb-selejtező               | Magyarország–Norvégia 1–1 (1–1) | Kovács Z. 22' és Petter 9'                                           |
| 15. (810.) | 2006. 09. 02. | Budapest, Népstadion             | 13 000   | Eb-selejtező               | Magyarország–Norvégia 1–4 (0–3) | Gera 89' (11-esből) és Solskjær 15' 54', Strømstad 31', Pedersen 41' |
| 16. (820.) | 2007. 06. 06. | Oslo, Ullevaal Stadion           | 19 198   | Eb-selejtező               | Norvégia–Magyarország 4–0 (1–0) | Iversen 22', Braaten 58', Carew 60' 79'                              |
| 17. (875.) | 2012. 11. 14. | Budapest, Népstadion             | 16 000   | barátságos                 | Magyarország–Norvégia 0–2 (0–1) | Nielsen 38', Abdellaoue 79'                                          |
| 18. (901.) | 2015. 11. 12. | Oslo, Ullevaal Stadion           | 28 000   | Eb-selejtező, pótselejtező | Norvégia–Magyarország 0–1 (0–1) | Kleinheisler 26'                                                     |
| 19. (902.) | 2015. 11. 15. | Budapest, Groupama Aréna         | 22 186   | Eb-selejtező, pótselejtező | Magyarország–Norvégia 2–1 (1–0) | Priskin 14', Henriksen 83' (öngól) és Henriksen 87'                  |